# John Haverfield
John Haverfield (* 1744 in Kew Gardens; † 1820) war ein englischer Gärtner und Landschaftsarchitekt.

## Leben
Als Sohn John Haverfields des Älteren, Chefgärtner der königlichen Gärten in Richmond und Kew, wurde er ebenfalls als Gärtner ausgebildet.
Er arbeitete unter anderem bei der Erweiterung der Kew Gardens unter der Königsmutter Augusta von Sachsen-Gotha-Altenburg. 1769 lernte er dort ihren Neffen, den gleichaltrigen Ernst II. von Sachsen-Gotha-Altenburg kennen, der ihn nach Gotha mitnahm. Dort legte er in der Nähe des Schlosses einen Garten nach den Ideen des berühmten englischen Gartenkünstlers Lancelot Capability Browns an, der als einer der ersten englischen Landschaftsgärten auf dem Kontinent gilt.
Später übernahm Haverfield die Position seines Vaters in Kew Gardens. Zudem wirkte an anderen Gartenprojekten mit und spielte 1806–1816 eine Schlüsselrolle bei den Bauarbeiten an Abbey House in Wolsingham, Norfolk.

## Werke
- Schlosspark Gotha (ab 1769)
- Stradsett Hall
- Walpole Park